# Live at the Aragon
Live at the Aragon är ett livealbum av det amerikanska progressiv metal/sludge metal-bandet Mastodon, utgivet den 15 mars 2011 av skivbolaget Reprise Records. Musiken är från en turné till stöd för bandets fjärde studioalbum, Crack the Skye, och inspelades och filmades i Aragon Ballroom i Chicago i USA den 17 oktober 2009. Albumet utgavs som CD + DVD och 2x12" vinyl-LP + DVD.

## Låtlista
1. Oblivion" – 6:31
2. "Divinations" – 3:42
3. "Quintessence" – 5:12
4. "The Czar – 10:41
  - I. "Usurper"
  - II. "Escape"
  - III. "Martyr"
  - IV. "Spiral"
5. "Ghost of Karelia" – 5:24
6. "Crack the Skye" – 6:07
7. "The Last Baron" – 15:54
8. "Circle of Cysquatch" – 3:04
9. "Aqua Dementia" – 4:21
10. "Where Strides the Behemoth" – 2:52
11. "Mother Puncher" – 4:15
12. "The Bit" (Melvins-cover) – 5:30

## Medverkande
Mastodon
- Troy Sanders – basgitarr, keyboard, sång
- Brann Dailor – trummor, sång
- Brent Hinds – sologitarr, sång
- Bill Kelliher – rytmgitarr, bakgrundssång

Bidragande musiker
- Derek Mitchka – keyboard (spår 1–7)